# Савас Анастасиадис
Савас Йоани Анастасиадис (на гръцки: Σάββας Ιωάννη Αναστασιάδης) е гръцки политик от Нова демокрация.

## Биография
Анастасиадис е роден в лъгадинското село Авги, Гърция в 1954 година. По образование е икономист. Работи в митниците, после в дем Солун. Избран е за депутат от Втори Солунски район на общите избори през октомври 2009 г. и през юни 2012 година от Нова демокрация.